# V546 Возничего
V546 Возничего (лат. V546 Aurigae) — одиночная переменная звезда в созвездии Возничего на расстоянии приблизительно 4605 световых лет (около 1412 парсеков) от Солнца. Видимая звёздная величина звезды — от +14,07m до +13,97m.

## Характеристики
V546 Возничего — жёлто-белая переменная звезда типа Гаммы Золотой Рыбы (GDOR:) спектрального класса F0. Радиус — около 1,77 солнечного, светимость — около 4,28 солнечных. Эффективная температура — около 7140 K.